# كارل فريدريش مور
كارل فريدريك مور (بالألمانية: Karl Friedrich Mohr)‏ هو صيدلي وكيميائي ألماني، ولد في 4 نوفمبر 1806 في كوبلنتس في ألمانيا، وتوفي في 28 سبتمبر 1879 في بون في ألمانيا.

## وصلات خارجية
- كارل فريدريش مور على موقع الموسوعة البريطانية (الإنجليزية)